# 시그마 세븐
주식회사 시그마 세븐(영어: Sigma Seven Co., Ltd.)은 일본의 연예기획사이다. 도쿄 배우 생활협동조합에 있었던 쿠보타 히토시와 마키 다이스케 등의 일부 성우가 1988년 3월에 독립해서 설립, 주로 성우 매니지먼트를 다루고 있으며, 나레이터에 좀 더 비중을 두고 있다.
2009년 10월 1일 시그마 세븐e를 설립하여 매니지먼트 업무를 철수한 Doa 프로덕션 소속 성우 대부분을 받아들였으며, 제2회 시그마 세븐 공개 오디션 이후 합격자들은 이쪽에 배속하고 있다.

## 소속 연기자

### 남자
- 나카무라 유이치
- 네기시 아키라
- 노지마 아키오
- 니시다 코지
- 마나카 료
- 마에지마 타카시
- 마키 다이스케
- 마츠다 신이치
- 마츠모토 야스노리
- 메구로 코스케
- 모리 잇쵸
- 사이토 모이치
- 사이토 타카시
- 스야마 아키오
- 스에히로 노리유키
- 시오노 준지
- 아라이 타츠야
- 야스모토 히로키
- 야스무라 마코토
- 오바타 켄지
- 오오타 사토리
- 와카모토 노리오
- 요시노 히로유키
- 우스이 타카야스
- 우치다 타카히로
- 이노우에 고우
- 이이즈카 쇼조
- 코하라 마사카즈
- 쿠보타 히토시
- 타사카 히데키
- 타이라 켄
- 타카다 벤
- 토카이치 슈에츠
- 하시모토 마사야
- 후지모토 코타로
- 후쿠토쿠 하지메
- 히라노 요시카즈
- 히로모리 신고
- 히로이 반
- HARRY
- KOUSAKU

### 여자
- 나가타니 요시코
- 나카니시 유미코
- 누마타 후유미
- 마리린 야마다
- 마츠이 미도리
- 마츠오 요시코
- 마키 아야코
- 마키노 요시나
- 모모모리 스모모
- 미즈사와 후미에
- 미즈키 나나
- 사카타 카요
- 세노 카나코
- 소네 키요미
- 스기야마 나미에
- 스기야마 유코
- 아라이다 마사키
- 야스다 미오
- 오구라 케이코
- 오마타 요시에
- 오오가메 아스카
- 와타나베 유리코
- 와타나베 토모미
- 요시다 유리
- 요시이 케이코
- 요코오 마리
- 우치카와 아이
- 유카나
- 이노우에 마리나
- 이시카와 미유키
- 츠노 마사이
- 츠노 시노
- 카와사키 에리코
- 코마츠 아키코
- 쿠리타 히즈루
- 쿠로카와 아키코
- 키타하라 쿠미카
- 타마가와 사키코
- 타카기 레이코
- 타카노 나오코
- 타카모토 메구미
- 하타케야마 미와코
- 후쿠 에미코
- 후쿠엔 미사토
- MAYU
- 오구라 유이

## 같이 보기
- 시그마 세븐e